# Brittany Lewis
Brittany Renee Lewis (ur. 6 września 1989 w Orange Park) – amerykańska koszykarka występująca na pozycjach silnej skrzydłowej lub środkowej, posiadająca także obywatelstwo Bahrajnu.
W trakcie kariery akademickiej występowała łącznie w trzech drużynach. Po każdej zmianie uczelni musiała opuścić rok gry zgodnie z zasadami NCAA (2009/2010, 2011/2012). W tym czasie trenowała ze swoimi drużynami, ale nie mogła występować w meczach ligowych Division 1.
15 grudnia 2019 została zawodniczką AZS-u Uniwersytet Gdański.

## Osiągnięcia
Stan na 27 sierpnia 2020, na podstawie, o ile nie zaznaczono inaczej.
NCAA
- Uczestniczka rozgrywek II rundy turnieju NCAA (2011)
- Zaliczona do:
  - III składu WAC (2013)
  - honorable mention all-state (2013 przez Louisiana Sports Writers Association)

Drużynowe
- Finalistka Pucharu Grecji (2018)[1]

Indywidualne
(* – nagrody przyznane przez portal eurobasket.com)
- Zaliczona do III składu ligi greckiej (2018)*[1]